# Quetzal
Quetzal (latin: Pharomachrus) er en fugleslægt i trogonerordenen, der findes i regnskove i Central- og Sydamerika. Disse meget farvestrålende fugle er skinnende grønne med en rød bug, men hunnerne har mere brunt eller gråt i fjerdragten. Navnet Quetzal stammer oprindeligt fra det indianske sprog Nahuatl.
Navnet Quetzal bruges om slægten, om de fem medlemmer af slægten, specielt Pharomachrus mocinno, og desuden på engelsk om en anden fugl i trogonerordenen, Euptilotis neoxenus (øretrogon). Denne arts overhale- og vingedækfjer er ikke særligt forlængede, og både hannens og hunnens næb er grålige, men ellers minder den om Pharomachrus. Desuden yngler den kun i det vestlige Mexico, omend den til tider ses i Arizona og New Mexico i det sydvestlige USA.
Pharomachrus mocinno – der på engelsk hedder "Resplendent Quetzal" (farvestrålende quetzal) – vil generelt være den, der henføres til med navnet Quetzal. Denne art findes kun i bjergskove i det sydlige Mexico og Centralamerika, og hannen har en meget lang hale. De øvrige arter fra slægten Pharomachrus er fra Sydamerika og har en "normal" halelængde.
Pharomachrus mocinno er i øvrigt Guatemalas nationalfugl, og deres møntfod hedder også Quetzal.